# Janice (inslagkrater)
Janice is een inslagkrater op de planeet Venus. Janice werd in 1997 genoemd naar Janice, een Engelse meisjesnaam.
De krater heeft een diameter van 10 kilometer en bevindt zich in het quadrangle Snegurochka Planitia (V-1).